# Kriterion Kézikönyvek
Kriterion Kézikönyvek a Kriterion Könyvkiadó 1973-ban indított kiadványsorozata, amelynek kötetei általában magyarázó szótári szerkesztésben, bőséges illusztrációs anyaggal eligazítást nyújtanak a technika, fizika, földrajz, történelem, egészség, mitológia, matematika, kémia, geológia, zene területén, és a legújabb forrásokra alapozó bő adattárukkal segítik a tudományt oktatói színvonalon művelő szakembert éppúgy, mint az egyes tudomány- és ismeretterületeken tájékozódni kívánó olvasót.
A sorozatba néhány nem lexikonjellegű kötet is beilleszkedett (két- és háromnyelvű műszaki, ill. jogi szótár, magyar helyesírási szótár és idegen szavak szótára). A kötetek szerzői ismert kutatók, egyetemi és középiskolai tanárok, a romániai magyar tudományosság jeles képviselői, s egy-egy szerzői munkaközösségben részt vevő román kollégáik is. A sorozatban 1983-ig összesen 16 mű jelent meg 20 kötetben, közel 320 000 példányban. Az azóta tervbe vett és meghirdetett kötetek közül megjelent a Benkő András szerkesztette Zenei kislexikon (1986) zenei fogalmakat tartalmazó I. kötete (a személyi részt magába foglaló II. kötet – a kötetjelzéssel együtt – a cenzúra tiltása miatt elmaradt), Jodál Endre Számítástechnikai kislexikona (1991) és Szabó M. Attila-Szabó M. Erzsébet román-magyar-német Erdélyi helységnévtára (1992).